# Pollenia dasypoda
Pollenia dasypoda är en tvåvingeart som beskrevs av Josef Aloizievitsch Portschinsky 1881. Pollenia dasypoda ingår i släktet vindsflugor, och familjen spyflugor. Inga underarter finns listade i Catalogue of Life.